# Diyarbakırfängelset

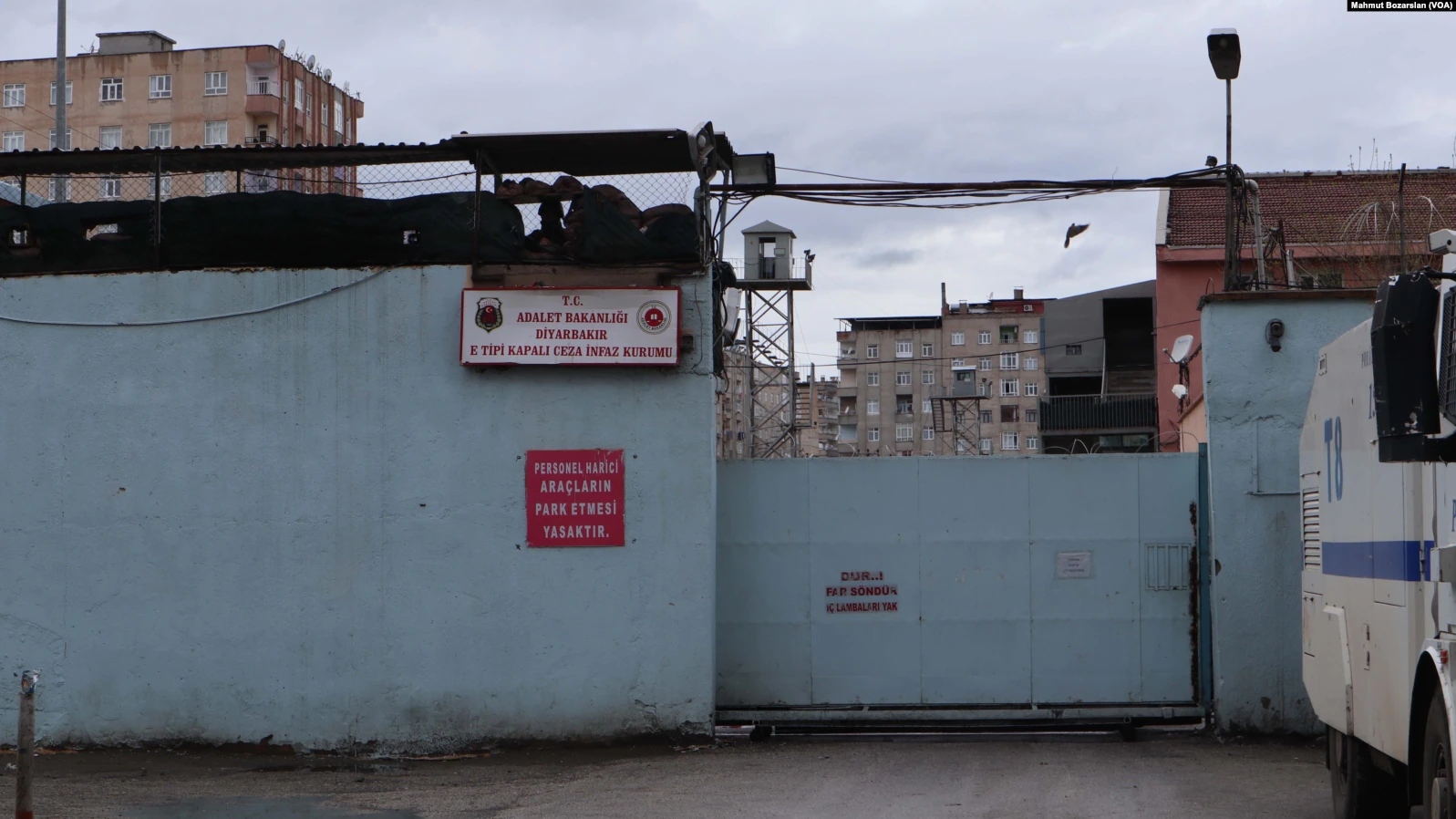
Diyarbakırfängelset

Diyarbakırfängelset (turkiska: Diyarbakır Cezaevi) är ett fängelse i Diyarbakır, sydöstra Turkiet. Det byggdes 1980 och klassificerades som ett E-fängelse av Turkiets justitieministerium. Efter statskuppen Turkiet, överfördes fängelset till militären, och blev ett krigslagsfängelse (turkiska: Sıkıyönetim Askeri Cezaevi). Kontrollen återfördes till Turkiets justitieministerium den 8 maj 1988.
Fängelset blev ökänt för att flera av fångarna, många av dem kurdiska självständighetskämpar, under 1980-talet torterades.

### Fotnoter
1. ↑  ”Diyarbakır Cezaevi Raporu” (på Turkiska). TBMM. http://www.tbmm.gov.tr/komisyon/insanhaklari/belge/kr_20DiyarbakirCezaevi.pdf. Läst 3 februari 2010.
2. ↑  ”9 värsta fängelserna i världen”. Nyheter 24. 14 augusti 2015. http://nyheter24.se/nyheter/utrikes/806768-9-varsta-fangelserna-i-varlden. Läst 13 oktober 2015.